# Vol Continental Airlines 1713
Le vol Continental Airlines 1713 était un vol intérieur régulier à destination de Boise, dans l'Idaho, qui s'est écrasé le 15 novembre 1987, alors que le Douglas DC-9 de Continental Airlines décollait, lors d'une tempête de neige, de l'aéroport international Stapleton de Denver, dans le Colorado. Vingt-cinq passagers et trois membres d'équipage sont morts dans l'accident.
L'enquête du conseil national de la sécurité des transports américain (NTSB) a déterminé que la cause la plus probable de l'accident était le fait que le commandant de bord n'avait pas fait dégivrer l'appareil une deuxième fois avant le décollage, ce qui a permis à une couche de glace de se déposer sur les ailes de l'avion, empêchant sa prise de portance et son décollage.

## Avion et équipage

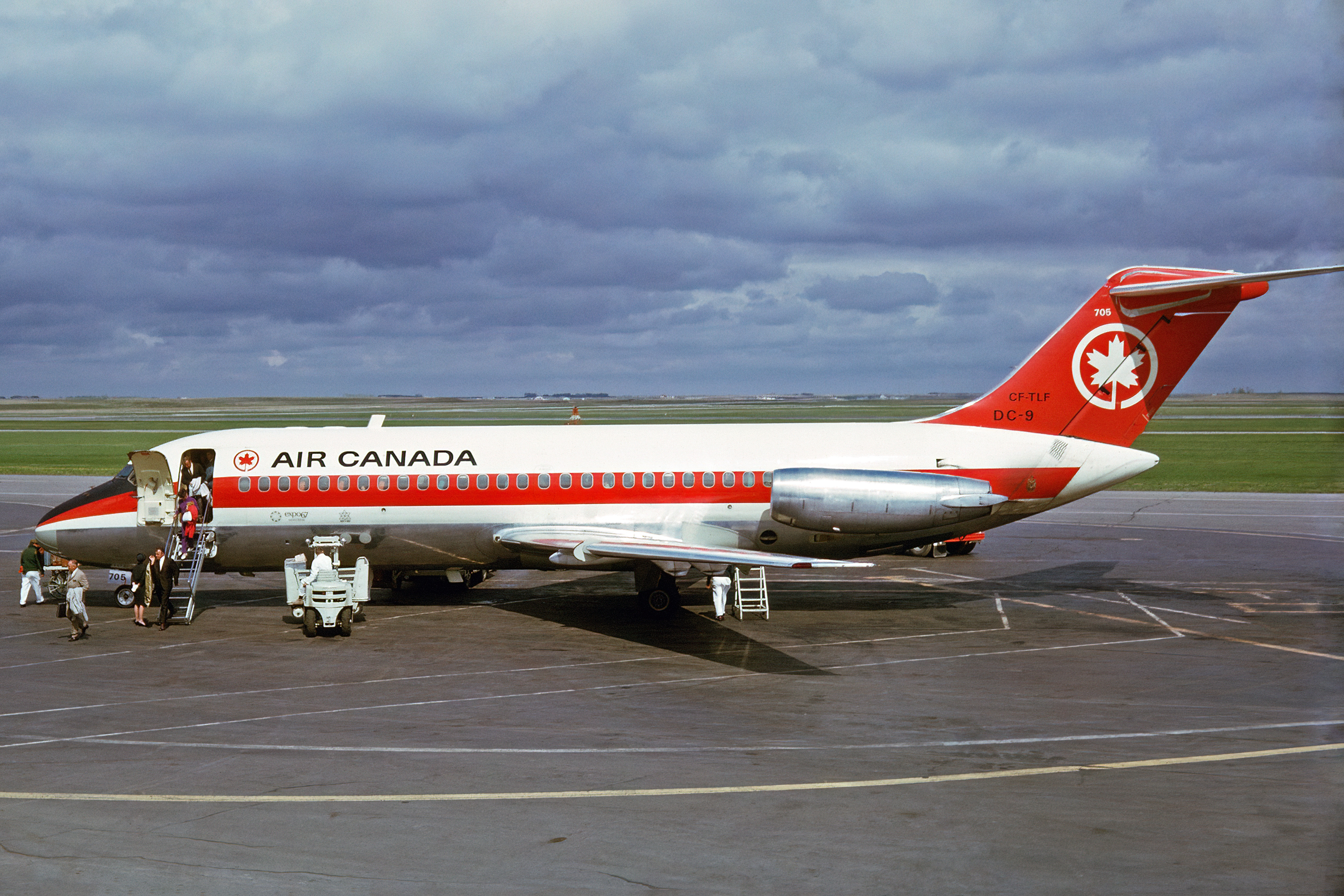
L'avion impliqué dans l'accident, ici photographié en 1967, alors qu'il était encore en service pour Air Canada.

Le vol 1713 était exploité par un Douglas DC-9-14, âgé de 21 ans et immatriculé N626TX. Cet avion de ligne court/moyen-courrier était propulsé par deux moteurs Pratt & Whitney JT8D-7B. Il a été initialement livré à Air Canada en juin 1966 (sous l'immatriculation CF-TLF) et vendu à Texas International Airlines (en) en 1968, où il a servi la majorité de son service avant d'être vendu à Continental Airlines en 1982 (sous l'immatriculation N626TX). En 21 années de service, il totalisait plus de 52 400 heures de vol.
Le commandant de bord était Frank Benjamin Zvonek Jr. (43 ans), qui travaillait pour Continental Airlines depuis 1969. Il comptait 12 125 heures de vol, dont seulement 166 heures sur le DC-9. Il avait été promu commandant moins de trois semaines auparavant.
L'officier pilote de ligne était Lee Edward Bruecher (26 ans), qui a été engagé par Continental Airlines quatre mois plus tôt. Auparavant, il volait pour Rio Airways et avait passé son contrôle de compétence initial à bord du DC-9 à la mi-septembre (soit 2 mois avant l'accident). Il totalisait 3 186 heures de vol, dont seulement 36 heures sur le DC-9, soit l’ampleur de son expérience sur turboréacteur, et il n’avait pas volé depuis 24 jours.
Le personnel navigant commercial (PNC) était composé de trois agents de bord dans la cabine.

## Accident
Au moment de l'accident, un dimanche après-midi, le National Weather Service signalait des chutes de neige modérées à l'aéroport international Stapleton. Le taux de chute de neige le plus important a été observé entre 13 h 10 et 14 h 20 (heures locales), le pic de chute de neige se trouvant autour de 13 h 50.

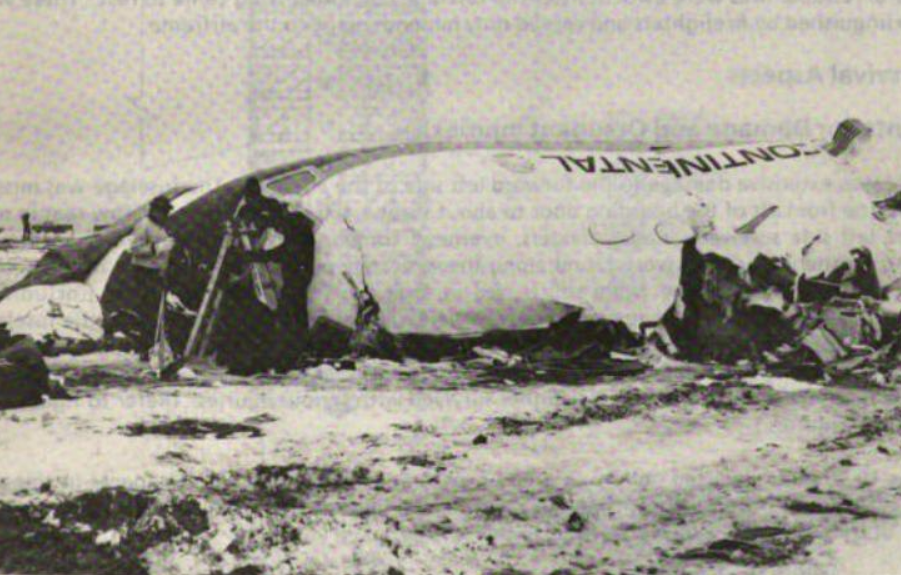
Le cockpit et la section avant de l'appareil impliqué, sur le site de l'accident du vol 1713.

Le vol 1713 devait quitter Denver à 12 h 25. De nombreux vols au départ ce jour-là sont retardés à cause des conditions météorologiques défavorables. À 13 h 3, le vol 1713 circulait de sa porte jusqu'à l'aire de dégivrage. Les contrôleurs aériens ne savent pas que l'avion a quitté sa porte, car les pilotes l'ont fait sans demander l'autorisation de roulage. Le dégivrage s'est terminé à 13 h 46.
À 13 h 51, le vol 1713 a contacté le contrôleur pour lui demander de « quitter la station de dégivrage pour commencer le roulage ». Le contrôleur, croyant que le vol 1713 était toujours à sa porte et demandait à procéder au dégivrage, a ordonné au vol de passer sur la fréquence du contrôleur au sol. Les contrôleurs au sol ont ensuite autorisé le vol à se rendre à l'aire de dégivrage. Les pilotes, qui avaient déjà effectué le dégivrage de leur propre chef, ont choisi d'interpréter cette nouvelle autorisation comme signifiant qu'il pouvait désormais quitter la plate-forme de dégivrage pour rouler jusqu'à la piste 35L et y attendre l'autorisation de décoller.
À 14 h 5, le DC-9 s'aligne en position numéro un, à l'extrémité nord de la piste. L'équipage est prêt à décoller mais, mal informés sur la position exacte du vol 1713, les contrôleurs aériens tentent à plusieurs reprises de faire décoller un autre avion, laissant le DC-9 dans la neige pendant plusieurs minutes. Le vol 1713 informe les contrôleurs aériens qu'il est au début de la piste, attendant les instructions de décollage.

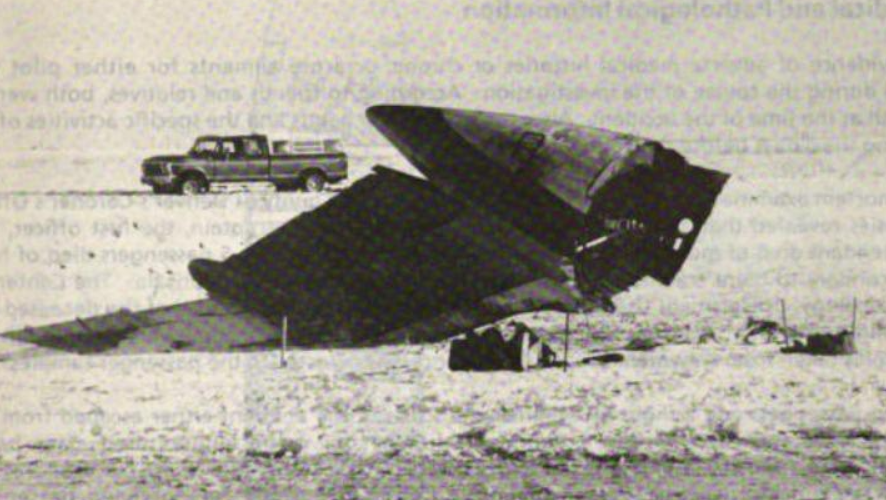
La queue du DC-9 impliqué, photographié peu après le crash.

Le vol 1713 est autorisé au décollage à 14 h 14. Alors que l'avion s'envole, le copilote, alors pilote aux commandes (PF), effectue une rotation trop brutale. L'avion, ne pouvant prendre son envol, percute le sol de l'aile gauche, ce qui la sépare du fuselage. Un feu alimenté par le carburant se déclare dans l'aile peu de temps après avoir heurté le sol, provoquant une « boule de feu » à l'intérieur de la cabine. Le côté gauche de l'avion et le poste de pilotage heurtent le sol,. Lorsque l'avion a dérapé, le côté gauche a été incliné et la queue s'est renversée. Cette action a entraîné la compression et l'écrasement de nombreux passagers au centre de l'avion,.
Au total, vingt-cinq passagers et trois membres d'équipage sont morts dans l'accident,,. Les deux dernières victimes ont succombé pendant leur hospitalisation. Le commandant de bord et le copilote, un agent de bord et onze passagers sont morts des suites de leurs blessures. Les 52 passagers et les deux autres agents de bord ont survécu. Parmi les passagers survivants, vingt-cinq ont subi des blessures mineures et vingt-sept des blessures graves.

## Enquête

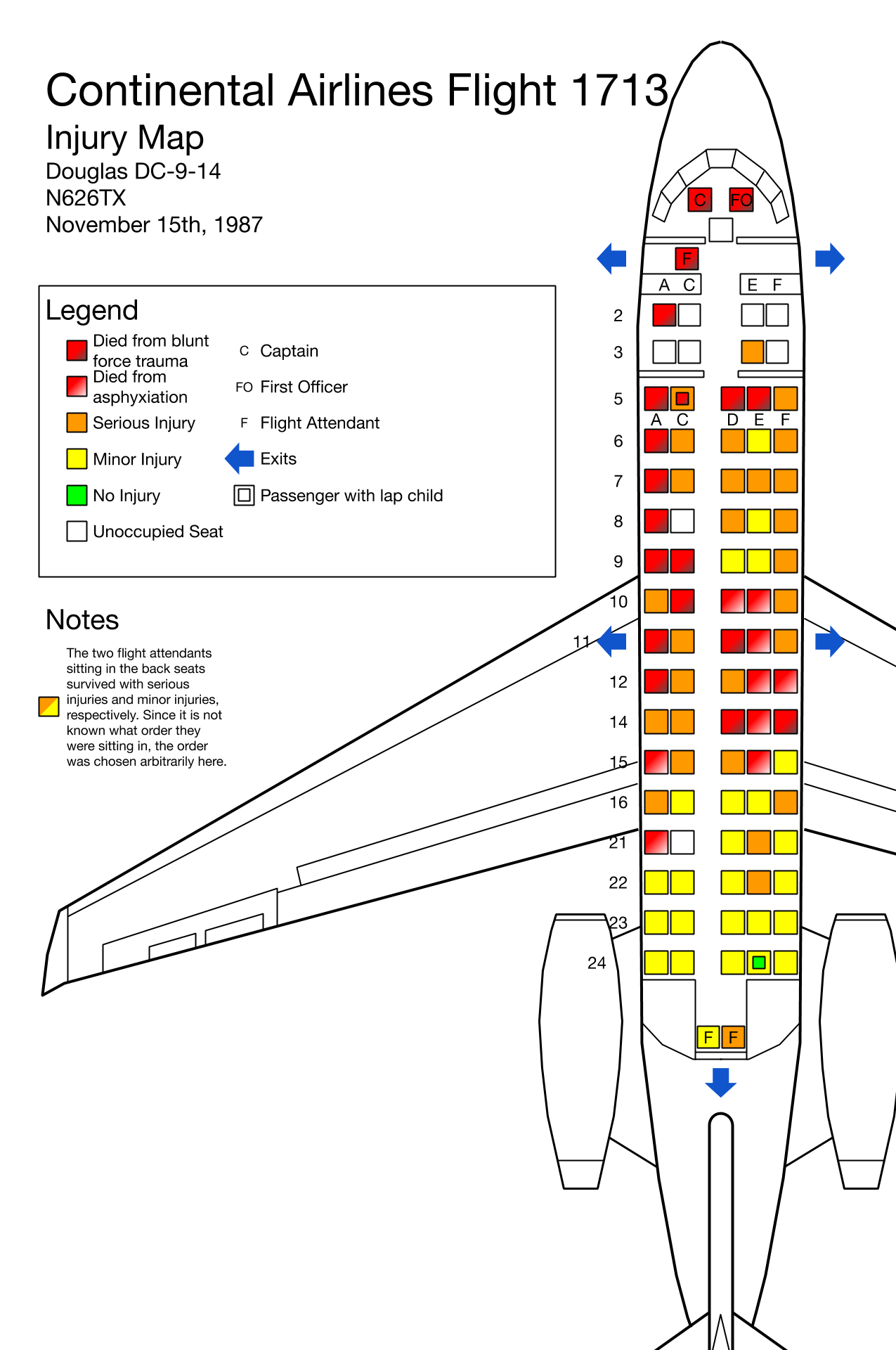
Le plan de la cabine du vol Continental Airlines 1713, basé sur le rapport officiel du NTSB. Le graphique illustre les emplacements des passagers, l'absence de blessures, la gravité des blessures et les causes de décès, le cas échéant (en anglais).

Le conseil national de la sécurité des transports américain (NTSB) a enquêté sur cet accident,.
En juillet 1988, Continental Airlines déposa auprès du NTSB un rapport exposant les causes de l'accident : turbulence de sillage, déneigement médiocre de la piste et erreurs des contrôleurs aériens. Le NTSB a éludé l'hypothèse de la turbulence de sillage du vol précédent en  concluant que celle-ci n'a pas affecté le vol 1713.
L'enquête souligne d'abord l'expérience réduite de l'équipage avec le DC-9,. Les enquêteurs ont également découvert qu'avant d'être embauché par Continental, Lee Bruecher, le copilote sur ce vol, aux commandes durant le décollage avait été licencié par une autre compagnie aérienne après avoir échoué à trois reprises à un examen de vol. Les enquêteurs ont également déterminé que c'était le copilote Bruecher qui était aux commandes au moment de l'accident.
Les enquêteurs ont déterminé qu'il s'était écoulé 27 minutes entre la fin du dégivrage et le décollage manqué du vol 1713, soit sept minutes de plus que ce qui aurait dû s'écouler avant le décollage. Le NTSB a conclu que la surface de l'aile avait été alourdie par l'accumulation de glace avant le départ. De plus, selon les rapports de passagers survivants, ces derniers auraient vu des « plaques » de glace sur l'aile après le dégivrage de l'avion,.
Les enquêteurs ont conclu que le vol 1713 avait accumulé suffisamment de neige après le dégivrage pour diluer le liquide de dégivrage, ce qui a permis à la glace de se reformer sur les ailes. Selon le constructeur, l'avion, même avec une faible quantité de glace sur l'aile, peut gravement perdre son aptitude de vol et risquer une perte de contrôle. Le NTSB a conclu qu’une petite quantité de glace sur les ailes avait causé d’importants problèmes de contrôle du vol 1713.
Le NTSB a déterminé que les mauvaises actions du copilote au décollage avaient probablement contribué à la perte de contrôle de l'avion. Ce dernier a effectué sa rotation et fait lever l'avion à plus de 6°/s, soit le double de la vitesse recommandée. Combinée aux effets de la glace sur l'aile, le taux de montée trop élevé a provoqué le décrochage de l'aile gauche de l'avion et le début du retournement de ce dernier.
Le vol 1713 était le premier vol du copilote après vingt-quatre jours sans vol. Le NTSB a conclu que cette inaction prolongée a compromis la compétence de ce dernier, nouvellement embauché, ce qui a contribué à son erreur au décollage.

Le 27 septembre 1988, le NTSB a publié son rapport final de l'enquête, attribuant l'accident au fait que le commandant de bord n'avait pas dégivré l'avion une seconde fois, entraînant une accumulation de glace sur les ailes, ainsi qu'aux actions inadéquates du copilote au décollage, à la confusion entre les pilotes et les contrôleurs aériens, contribuant aux retards, aggravés par un équipage où les deux pilotes avaient relativement peu d’expérience sur ce type d’appareils. Plus précisément, le NTSB a conclu :

« La cause probable de cet accident est le fait que le commandant de bord n'a pas dégivré son avion une seconde fois après un retard survenue avant le décollage, ce qui a entraîné une contamination de la surface supérieure de l'aile et une perte de contrôle lors d'une rotation trop rapide au décollage, effectuée par le copilote. L'absence de contrôles réglementaires ou d'une gestion adéquate régissant les opérations de vols assurées par des membres d'équipage nouvellement qualifiés et la confusion qui existait alors entre les pilotes et les contrôleurs aériens, qui ont entraîné le retard du décollage, ont également contribué à l'accident. »

## Conséquences
Treize recommandations de sécurité sont émises par le NTSB à la suite de l'accident et de la publication du rapport final(p45-46),.
Après l’accident, Continental Airlines a rappelé ses procédures de gestion du dégivrage et a mis au point un programme d’affectation informatisé empêchant les pilotes de moins de cent heures de vol de composer l'équipage d'un même appareil.
Neuf mois après l'accident du vol 1713, le vol Delta Air Lines 1141 s'écrase à Dallas. Lorsque le NTSB a publié son rapport sur le vol 1713, il a spécifiquement mentionné le fait que « près de trois minutes de conversation sociale non pertinente » avaient eu lieu avant le décollage,. Lorsque le NTSB a par la suite publié son rapport concernant le vol Delta 1141, il a constaté que l’équipage de ce vol avait également engagé une conversation « non pertinente », soit n'ayant aucun rapport avec le vol, y compris une discussion sur l’enregistreur phonique provenant de l’accident du Continental 1713. Le rapport sur le vol Delta 1141 concluait notamment : « La discipline inadéquate du commandant de bord et du copilote a entraîné une tentative de décollage sans que les volets et les becs ne soient correctement configurés ».
L'aéroport Stapleton a été remplacé par l'aéroport international de Denver en 1995. Depuis, l'ancien terrain de l'aéroport a été mis hors service et la propriété a été réaménagée pour devenir un quartier commerçant et résidentiel.

## Médias
Le vol 1713 de Continental Airlines a été mentionné dans le film Rain Man en 1988.
L'accident a fait l'objet d'un épisode dans la série télévisée Air Crash nommé « Les dangers de l'hiver » (saison 18 - épisode 10).

### Vidéos
- (en) [vidéo] « Continental 1713 ATC and CVR with Commentator », sur YouTube.
- (en) [vidéo] ABC 6, « Flight 1713 - 25 years ago », sur YouTube.